# Sam Barkas
Samuel „Sam“ Barkas (* 29. Dezember 1909 in Wardley Colliery; † 10. Dezember 1989 in Shipley) war ein englischer Fußballspieler und -trainer. Als linker Abwehrspieler war er von Ende der 1920er- bis Mitte der 1940er-Jahre zunächst bei Bradford City und später bei Manchester City aktiv. Größter Erfolg war für ihn dabei der Gewinn der englischen Meisterschaft 1937 mit den „Citizens“.

## Sportlicher Werdegang
Barkas war ursprünglich Bergmann und als Fußballer kam er in der Saison 1927/28 im Alter von 18 Jahren für Bradford City zu seinen ersten vier Drittligaeinsätzen. Als die „Bantamas“ im Jahr darauf den Aufstieg in die zweite Liga bewerkstelligten, gehörte er bereits als Stammspieler dazu. Dabei schoss er sogar fünf Meisterschaftstore, was angesichts des weiteren Karriereverlaufs außergewöhnlich war (ihm gelangen nur noch vier weitere Ligatreffer). Er blieb in der zweithöchsten Spielklasse eine feste Größe in Bradford, bevor er kurz vor Ende der Saison 1933/34 im April 1934 für eine Ablösesumme von 5.000 Pfund in die englische Eliteklasse zu Manchester City wechselte. Insgesamt hatte er für Bradford City 202 Ligapartien bestritten.
In Manchester fügte sich Barkas problemlos ein. Dabei überzeugte er auf der linken Abwehrseite vor allem wegen seiner vergleichsweise guten Technik. Er bevorzugte es, den Ball aus der Abwehr herauszuspielen – oft in Kombination mit dem linken Außenläufer Jackie Bray – und keinesfalls unkontrolliert herauszuschlagen. Gut drei Jahre nach seiner Ankunft gewann Barkas mit seinen Mannen die englische Meisterschaft und er absolvierte 30 von 42 Partien. Diesem Erfolg schloss sich aber bereits bald eine Enttäuschung an, denn nur ein Jahr später stieg Manchester City als amtierender Meister überraschend in die zweite Liga ab. Zu dieser Zeit endete auch seine kurz zuvor begonnene Karriere in der englischen Nationalmannschaft, nachdem er zwischen Mai 1936 und Dezember 1937 fünf A-Länderspiele absolviert hatte. Dabei war er bei seinen letzten drei Einsätzen sogar Kapitän gewesen, aber letztlich konnte er seinen Konkurrenten Eddie Hapgood vom FC Arsenal nur selten verdrängen.
Nach dem Ausbruch des Zweiten Weltkriegs wurde der offizielle Spielbetrieb unterbrochen und als er sich 1939 auf dem Weg zu einem sogenannten „Wartime International“ gegen Schottland befand, verletzte er sich – wie auch sein Mannschaftskamerad Eric Brook – bei einem Autounfall schwer. Als die Football League nach dem Ende der Kampfhandlungen 1946 wieder in ihre erste Saison ging, war diese gleichzeitig Barkas' letzte. Dabei gelang ihm über den Gewinn der Zweitligameisterschaft noch einmal die Rückkehr in die First Division.
Im Mai 1947 beendete er seine aktive Laufbahn. Später arbeitete er als Cheftrainer für den AFC Workington und Wigan Athletic (1957), worauf sich eine Tätigkeit als Scout bei seinem alten Klub Manchester City anschloss. Dieser Aufgabe ging er auch noch bei Leeds United nach. Später war Barkas, dessen Brüder Ned, Harry und Tommy auch prominente Profifußballer waren, noch in der Lotto-und-Toto-Annahmestelle von Bradford City tätig.

## Titel/Auszeichnungen
- Englische Meisterschaft (1): 1937
- Charity Shield (1): 1937